# 17-es busz (Eger)
Az egri 17-es jelzésű autóbusz a Vécsey völgy, forduló és a Tesco áruház között közlekedik. A viszonylatot a Volánbusz üzemelteti.

## Története
2022. január 1-jén a város buszhálózata jelentősen átalakult, ennek keretében a 17-es viszonylat megszűnt.

## Útvonala
| Tesco áruház felé | Vasútállomás felé |
| --- | --- |
| Tesco áruház vá. – Cifrakapu utca – Olasz utca – II. Rákóczi Ferenc utca – Kisasszony utca – Baktai út – Csokonai Vitéz Mihály utca – Laktanya utca – Hatvanasezred utca – Baktai út – Sertekapu utca – Vörösmarty Mihály utca – Törvényház utca – Eszterházy tér – Hatvani kapu tér – Deák Ferenc utca – Vasút utca – Vasútállomás vá. | Vasútállomás vá. – Vasút utca – Deák Ferenc utca – Hatvani kapu tér – Eszterházy tér – Törvényház utca – Vörösmarty Mihály utca – Sertekapu utca – Baktai út – Hatvanasezred utca – Laktanya utca – Csokonai Vitéz Mihály utca – Baktai út – Kisasszony utca – Kisasszony utca – II. Rákóczi Ferenc utca – Olasz utca – Cifrakapu utca – Tesco áruház vá. |

## Megállóhelyei
| 0  | Vasútállomás végállomás  | 21 | Távolsági járatok InterRégió                                         |
| ∫  | Vasútállomás bejárati út | 18 | 6, 10, 11, 12, 12Y, 13, 14, 14A Helyközi buszok Távolsági járatok    |
| 4  | Sportpálya bejárati út   | ∫  | 2, 2A, 10, 11, 12, 12Y, 14, 14A Helyközi buszok                      |
| 6  | Színház                  | 16 | 2, 2A, 7, 10, 11, 12, 12Y, 14, 14A Helyközi buszok Távolsági járatok |
| 8  | Bazilika                 | 15 | 2, 2A, 5, 5A, 5i, 7, 8, 10, 11, 12, 12Y, 14, 14A                     |
| 9  | Agria Park               | 14 | 7, 10, 13                                                            |
| 11 | Bartakovics út           | 12 | 10, 13 Helyközi buszok Távolsági járatok                             |
| 12 | Baktai út                | 11 | 7 Helyközi buszok Távolsági járatok                                  |
| 13 | Csokonay út              | 8  | 7                                                                    |
| 14 | Tiszti házak             | 7  | 7                                                                    |
| 15 | Kisasszony temető        | 5  | 10, 13                                                               |
| 17 | Garzon ház               | 4  | 8, 10, 11, 13, 14, 14A, 14C Helyközi buszok                          |
| 19 | Kővágó tér               | 3  | 8, 10, 11, 13, 14, 14A, 14C Helyközi buszok Távolsági járatok        |
| 20 | Shell kút                | 2  | 8, 10, 11, 11i, 12, 12Y, 13, 14, 14A, 14C Helyközi buszok            |
| 21 | Cifrakapu út             | ∫  | 12, 12Y                                                              |
| 22 | Tesco áruház végállomás  | 0  | 5, 5A, 12, 12Y, 13                                                   |